# NGC 3674
NGC 3674 (również PGC 35191 lub UGC 6444) – galaktyka soczewkowata (S0), znajdująca się w gwiazdozbiorze Wielkiej Niedźwiedzicy. Odkrył ją William Herschel 8 kwietnia 1793 roku.